# 圣马丹韦叙比
圣马丹韦叙比（法語：Saint-Martin-Vésubie，法語發音：[sɛ̃ maʁtɛ̃ vezybi]）是法国滨海阿尔卑斯省的一个市镇，位于该省北部，属于尼斯区。

## 地理
圣马丹韦叙比（44°4'6"N, 7°15'21"E）面积97.13 平方千米，位于法国普罗旺斯-阿尔卑斯-蓝色海岸大区滨海阿尔卑斯省，该省份为法国东南部沿海省份，南濒地中海，西南至瓦尔省，西北接上普罗旺斯阿尔卑斯省，北部和东部与意大利接壤。
与圣马丹韦叙比接壤的市镇（或旧市镇、城区）包括：贝尔韦代尔、罗克比利耶尔、瓦尔德布洛尔、沃南松、恩特拉奎、瓦尔迪耶里。

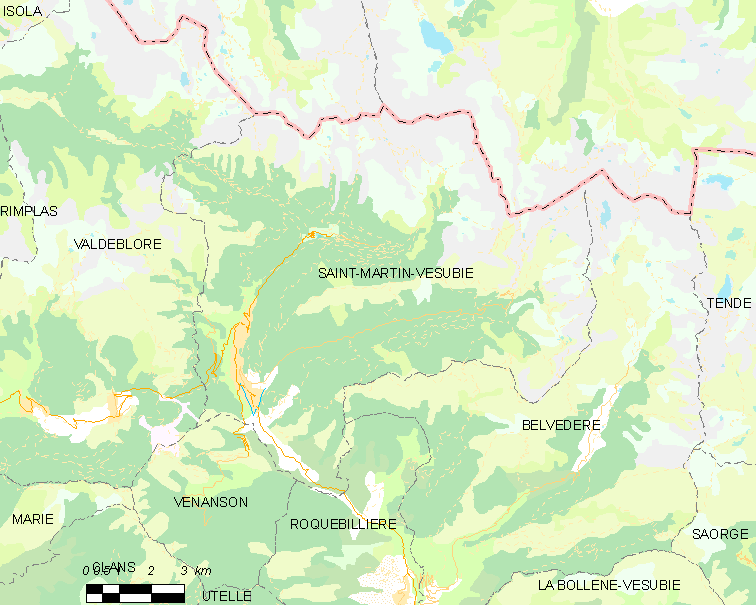
圣马丹韦叙比的OSM定位图

圣马丹韦叙比的时区为UTC+01:00、UTC+02:00（夏令时）。

## 行政
圣马丹韦叙比的邮政编码为06450，INSEE市镇编码为06127。

## 政治
圣马丹韦叙比所属的省级选区为图雷特勒旺斯县。

## 人口

1962-2008年间圣马丹韦叙比人口变化图示

圣马丹韦叙比于2022年1月1日时的人口数量为1379人。